# 上田朝直
上田 朝直（うえだ ともなお）は、戦国時代から安土桃山時代にかけての武将。初期は扇谷上杉氏の重臣として仕えていた。が河越夜戦で主君上杉朝定が討死し、後北条氏の家臣となる。武蔵国松山城主。

## 経歴
出自は武蔵七党の西党の流れを汲む上田氏の庶流。上田政広（安独斎蓮好・上野介、元亀2年（1571年）8月1日没）の子とされる。
当初は扇谷上杉家に仕えていた。後北条氏と争っていた扇谷上杉家は劣勢であった。朝直の伯父の難波田憲重が武蔵松山城を守備していたが、扇谷上杉家は追い詰められ河越城を奪われ、上杉家の本拠を松山城に移していた。天文14年（1545年）4月、河越城奪還を意図した河越夜戦で反北条連合軍は敗北、上杉朝定と憲重は戦死し扇谷上杉家は滅亡、松山城も北条氏康に奪われた。しかし憲重の娘婿の太田資正が同年9月にこれを奪還して松山城に入った。だが10月に本家の兄が死去した資正は12月に太田氏本家を継ぐために岩付城（岩槻城）に戻ることになり、縁戚である朝直に松山城を預けた（資正の妻は朝直の従兄弟にあたる）。だが、朝直は資正から離反し、松山城ごと後北条氏に従った。
行政手腕に優れており、北条氏康から信任を受けて独自の領国経営を許されたという。天文19年（1550年）頃に安独斎と号している。しかし永禄2年（1559年）頃に、関東に出兵して来た長尾景虎（上杉謙信）に呼応し北条氏を離反している。永禄4年（1561年）、景虎により岩槻城主の太田資正が松山城主となった。その後政虎（景虎）が関東から撤兵すると、再び北条氏に帰参を許されているが、責任を問われて上田氏の本貫地であった秩父郡に移される。その後、永禄6年（1563年）に北条氏康と武田信玄の連合軍の攻撃の前に松山城は再び陥落し北条氏の下に戻った。朝直は永禄12年（1569年）に武田信玄と北条氏との間で行われた三増峠の戦いに参戦するなど、武功を評価されて松山城主に戻され、また、上田宗家を相続している。晩年は子の長則に家督を譲って隠居した。
天文17年（1548年）、上田氏菩提寺の浄蓮寺の日如と共に、現在の東京都の池上本門寺に山門（仁王門）を寄進したことが、同門の金剛神像の内部から発見された銘板により確認されている。また、妙賢寺(埼玉県東松山市)に残る松山城主上田家過去帳に没年は天正18年5月3日とある。